# Суфікс
Су́фікс, або на́росток — словотвірна, рідше формотворча (словозмінна) морфема, що стоїть після кореня (разом з яким творять основу слова) перед флексійним закінченням (риб-к-о, риб'-яч-ий, риб-ал-и-ти, рибал-к-а; ход-и-в, ход-и-л-а, -л-и).
Суфікси поділяються на продуктивні, за допомогою яких утворюються нові слова (-ник: молод-ник, -ува-ти: телефон-ува-ти) й непродуктивні, здебільшого наявні лише в небагатьох словах (зна-к, да-р, ра-л-о). Нові суфікси утворюються складанням (перерозподілом) елементів двох і більше інших суфіксів (-н-ик: кривав-ник, хоч є лиш: крив-авий) чи виокремленням з іншомовних запозичень (-ущий: знач-ущ-ий; -унок: поціл-унок; -ізація: яров-ізація). В українській мові розвинені суфікси емоційного забарвлення (див. Пестливі форми).
Суфікси досліджували Роман Смаль-Стоцький, А. Вовк, Т. Возний, П. Горецький, О. Ізюмов, К. Ленець, К. Лук'янюк, М. Плющ, Ю. Редько, Віталій Русанівський, В. Франчук, В. Токар, О. Шевчук, Лідія Юрчук та ін.
В українській мовознавчій літературі до 1937 року суфікс звичайно позначався словом наросток. У ХХІ ст. слова суфікс (частіше) та наросток (рідше) використовуються як синоніми у художній, науковій літературі тощо.

## Суфікси іменникові
1. (-а) — без суфіксів із самих основ слова, надто дієслівних префіксальних, часто утворюються нові слова на означення передусім абстрактних іменників (власне нематеріальних): пі́дпал, по́слух, за́гад, на́дмір, пере́страх, спо́мин, по́гляд, до́каз, пере́клад, ви́гляд, за́хід, по́клад, у́стрій, на́мул, пере́сип, недо́ук. Наголос майже заводи на префіксі.
Також і без префіксів: пал, ляк, спів, блуд, мах, лік, каламут, стріл, кус, клик тощо.
Але від дієслівних коренів із префіксами й без них творяться ще іменники на -а:
а) на означення особи носія чинності, надто при дієсловах, що визначають якусь огудну чи осудну чинність: зачепа, роззява, задрипа, підлиза, баламута, проява, стрига, верховода, недвига («недвига серцем» у Шевченка).
б) на означення абстрактних понять (порівн. вгорі): ява, тяма, рада, жура, ваба, зневага, шкода.
2. -ава — див. -ота.
3. -ага — див. -яга.
4. -ай (-яй) — мало поширений наросток головним чином при дієслівних коренях, рідше при іменникових з відтінком зневаги особи на означення носія чинності або властивості: горлай, гультай, гультяй, стрижай, бородай, носай, ходжай, рубай, німчай. Значінням близький до -ань, -аль, -ій, -ач. Наголос на -ай, -яй.
5. -ак (-як) — дуже поширений суфікс при різних коренях: а) на означення особи носія певної чинності або прикметності: співак, ходак, письмак, бідак, бідняк, дивак, мертвяк, голяк, силак, верстак, біляк, мудрак, худак, худяк, лівак, мовчак, піяк;
б) на означення приладів, струментів: стояк, топчак, ступак, дзюбак, біяк, різак, клювак, держак, клепак, личак, коряк, ходак, літак;
в) на означення людини за її станом, осідком і народністю: вояк, бережак, поляк, прусак, подоляк, волиняк;
г) на означення чоловічої статі і живих істот: гусак, лошак, дітвак, тетервак, їжак;
ґ) на означення садів і гаїв за породою дерева (-як): вишняк (і вишни́к), сливняк (і сливни́к), сосняк (і сосни́к), липняк (і липни́к), дубняк (і дубни́к), бересняк (і бересни́к);
д) на означення деяких недуг, наростів на тілі: боляк, чиряк, гнояк, пістряк, сліпак, вовчак, жиляк;;
е) у таких словах, як: дубчак, парубчак, бильчак, будяк, житняк, жовтняк, лущак, мокряк (і мокляк), кістяк, гопак. Наголос завжди на суфіксі.
Переважна більшість слів із цим суфіксом позначає або назви живих істот, або точно оформлені предмети, тому й такі, як вишняк, дубняк в родовому відмінку однини приймають закінчення -а (а не -у).
6. -ака (-яка) — на позначення згрубілості речі, особи, часто з відтінком зневажливості: рубака, писака, позивака, кусака, вояка, вужака, хвостяка, коняка, одчаяка, бариляка, губ'яка, брехуняка, дебеляка, тверезяка. Наголос на -а́ка, -я́ка. Див. іще -ага, -яга.
7. -алка — див. -ка.
8. -ално— див. -илно.
9. -ало — див. -ло.
10. -аля, -аль, -аня, -ань — на позначення особи (рідко предмета) за найхарактернішою прикметою; буває при різних коренях, найчастіше при іменникових: шваля, праля, коваль, скрипаль, носаль (з довгим носом), довгаль, довгань, вусань, бровань, бородань, головань, горбань, горлань, губань, гривань, дзюбань, здоровань, зубань, кострубань, крисаня (капелюх), лисаня, біланя (корова), гірканя (гриб). Наголос завжди на -а́нь, -а́ня, -а́ль, -а́ля.
Але ненаголошений суфікс -ань зовсім інше значення має в деяких дієсловах на -ати: ка́зань, в'я́зань, ла́мань, ко́пань, де він визначає чинність або наслідок її.
11. -альник — див. -ик.
12. -ан, -ян — на позначення носія прикмети, також на позначення наслідків чинності; дещо збігається з -ань, -ун, -ак: мовчан, буян, побивай (хто всіх побиває), стоян, грубіян, стусан, штовхан, прочухан, молодан, білан, лисан, пузан, братан, дідуган, орлан. Іноді замість -янин: росіян, християн. Наголос завжди на -ан.
13. -анин — див. -ин.
14. -анина — див. -ика.
15. -анка — див. -ка.
16. -аня, -ань — див. -аля, аль.
17. -ар, -яр — дуже поширений суфікс на означення особи певної професії; найчастіше при іменникових основах: байкар, бляхар, біляр, вівчар, віспар, кобзар, штукар, дзвонар, злидар, книгар, скотар, пачкар, чоботар, дояр, плугар (плуга́тар), тесляр, коминяр, вапняр, голяр, повістяр, газетяр, скляр, лі́кар, то́кар, пи́сар, бо́ндар. Наголос дуже часто на -а́р, -я́р.
18. -ас — рідко вживаний суфікс при різних коренях: люба́с (коханець), риба́с (той, що торгує рибою), ду́рнас (і ду́рбас), ля́пас, ло́бас.
19. -ася, -ась, -уся, -усь, -ся, -сь, -уня, -нь, -уньо тощо — дуже поширені закінчення особливо в власних іменнях людей на означення пестливості: Настася, Юрась, Івась, Катруся, матуся, Марися, Петрусь, Антось, дідусь, братусь, братуньо, котусь, мамуня, татунь, татуньо. Зрідка і з іншим значенням: красуня (гарна).
20. -аха, -яха — не часто вживаний суфікс: сіромаха, бідаха, розумаха, діваха з особливо ясно згрубним значінням в -омаха: грудомаха, костомаха, ґульомаха, корчомаха. З дієслівними коренями позначає осіб як носіїв певного роду занять: пряха, шваха, дбаха, даха. Наголос на -а́ха.
21. -ач (-яч) — досить поширений суфікс, надто при дієслівних коренях: а) на означення особи носія чинності при дієслівних коренях: ткач, копач, шукач, глядач, слухач, втікач, нагля́дач, пома́гач, споживач, перекладач, відвідувач, підспі́вач, викла́дач, допи́сувач, іноді й на означення не людей: деркач (порівн.: -ак, -ар).
б) на означення знаряддя чинності: сікач, колода́ч, рогач, брязкач, нали́гач, виби́вач, попи́хач, вити́рач, пови́вач, натя́гач, вими́кач, попи́хач, також кип'яч.
в) близький значенням до -ань: вирлач (= вирлоокий), бородач, гривач, горлач, волохач, носач.
Наголос на корені, коли в слові є суфікс з голосним, в інших випадках на -ач: наглядач — гляда́ч.
22. -аш — рідко вживаний суфікс при іменникових і прикметникових коренях: синаш (син), гармаш (хто при гарматі), чисташ (прочищене від лісу місце), Лукаш, Андріяш, Матіяш.
23. -ба (-оба) — на творення віддієслівних іменників (близькозначних до -ння, -ття): боротьба, лічба, молотьба, міньба, журба, ганьба, волочба, сійба (сівба), стрільба, гульба, хвороба, шаноба. Наголос на -ба́, -о́ба.
24. -ва — а) на означення зневажливо-збірних іменників при іменникових коренях: мишва, жінва, дітва, кінва, мужва, лихва, дідова, навіть грошва, моква. Наголос на -ва́.
б) при дієслівних коренях в іменниках близьких своїм значенням до віддієслівних (-ння, -ття): битва, гонитва, молитва, жертва.
25. -во — в деяких іменниках як і -ва б) при дієйменникових коренях: шитво́, питво́, їство́, житво́.
26. -енко — на означування сина за професією або назвою батька: бондаре́нко, шевче́нко, вівчаре́нко, простаче́нко (= син простака), токаре́нко — див. іще -івна.
27. -еня(т) — на означення нащадків живих істот і взагалі малих, дрібних речей (в останніх випадках із відтінком пестливости): козеня (козеняти), кошеня, левеня, жовтеня, рученята, ноженята, оченята, грошенята — див. іще -я(т).
28. -ень (з випаднем е) — досить поширений суфікс на означення іменників з різних коренів і з різноманітним значенням: а) особи: красень, дурень, лежень, учень, в'язень, верхівень, ви́торопень (хто очі виторопив), бе́’злюдень (безлюдько), велетень, блазень';'
б) тварини: півень, скре́котень, голове́нь;
в) речі (збірні й предмети): бе́зматень (рій без матки), за́зубень, визубень (щербинка), ви́крутень (закривина, викрутас), січень, жовтень, водень, кисень, первень. Наголос майже завсіди не на наростку.
29. -еньк-, -ечк-, -оньк-, -очк- — надзвичайно поширені зменшувально-пестливі суфікси в іменниках, прикметниках і навіть у займенниках, числівниках, дієсловах, прислівниках: ру́ченька, кониче́нько, я́воронько, го́ренько, ли́шенько, рі́чечка, ба́течко, яє́чко, го́речко, со́колонько, пуче́чок, чорне́нький, отаке́нький, одне́нький, повнови́денький, біляве́нький, недале́чко, саме́нький, все́нький, мале́нечкий, спа́тоньки, ї́стоньки, ї́сточки, та́мечки, ту́течки, тро́шечки, зно́воньку, та́меньки, ту́теньки, п'яті́речко, вку́почці.
30. -ець, -єць (е випадне) — дуже поширений суфікс з різним значенням і при різних коренях: а) при дієслівних коренях на означення носія чинності або об'єкта її [порівн. -ак а), -ач а)]; жнець, куре́ць, краве́ць, швець, злочи́нець, видаве́ць, промо́вець, повста́нець, бува́лець, ме́шканець, бра́нець, коха́нець, годо́ванець; іноді й чергується з -ак, -ач а то й із -ок тощо: співець — співак — підспі́вач, коханець — коханок, промовець — промовник; особливо часто вживається в -о́вець: службо́вець, урядо́вець, народо́вець;
б) на означення носія прикметності: ста́рець, черне́ць, удіве́ць, бездо́лець, піхоти́нець, чорнобри́вець, мудре́ць, саме́ць;
в) на означення принадлежності (порівн. -ак в): чужи́нець, ні́мець, украї́нець, полта́вець, кри́мець, австрі́єць, італі́єць;
г) на означення здрібнілості: баране́ць, каміне́ць, реміне́ць, вітре́ць, хло́пець (порівн. -ик);
ґ) на означення різних речей (порівн. -ень, -ок): горобе́ць, холоде́ць, сире́ць, сине́ць, оселе́дець, ви́ступець; вугле́ць;
д) на означення недуг: гостець, грець, волосець, кострець, багровець.
31. -еча — див. -ота.
32. -ечк — див. -еньк-.